# Monte di Lierna
Il Monte di Lierna noto anche come Alpe di Lierna è il monte più elevato del promontorio di Lierna e fa parte del Gruppo delle Grigne; è situato sopra nel territorio di Lierna. L'Alpe di Lierna è valutato tra I luoghi del cuore del FAI.
Il versante che si affaccia sul lago di fronte a Lierna gode delle temperature miti dovute alla vicinanza del lago, mentre quello orientato verso la Valsassina presenta un clima più tipicamente alpino. Tale varietà di habitat e condizioni climatiche favorisce la presenza di un elevato numero di specie animali anche rare.

## Geografia
Il monte di Lierna è alto 1249 m ed è interamente compreso nel Parco naturale dei boschi di Lierna.

## Ambiente

### Gli uccelli

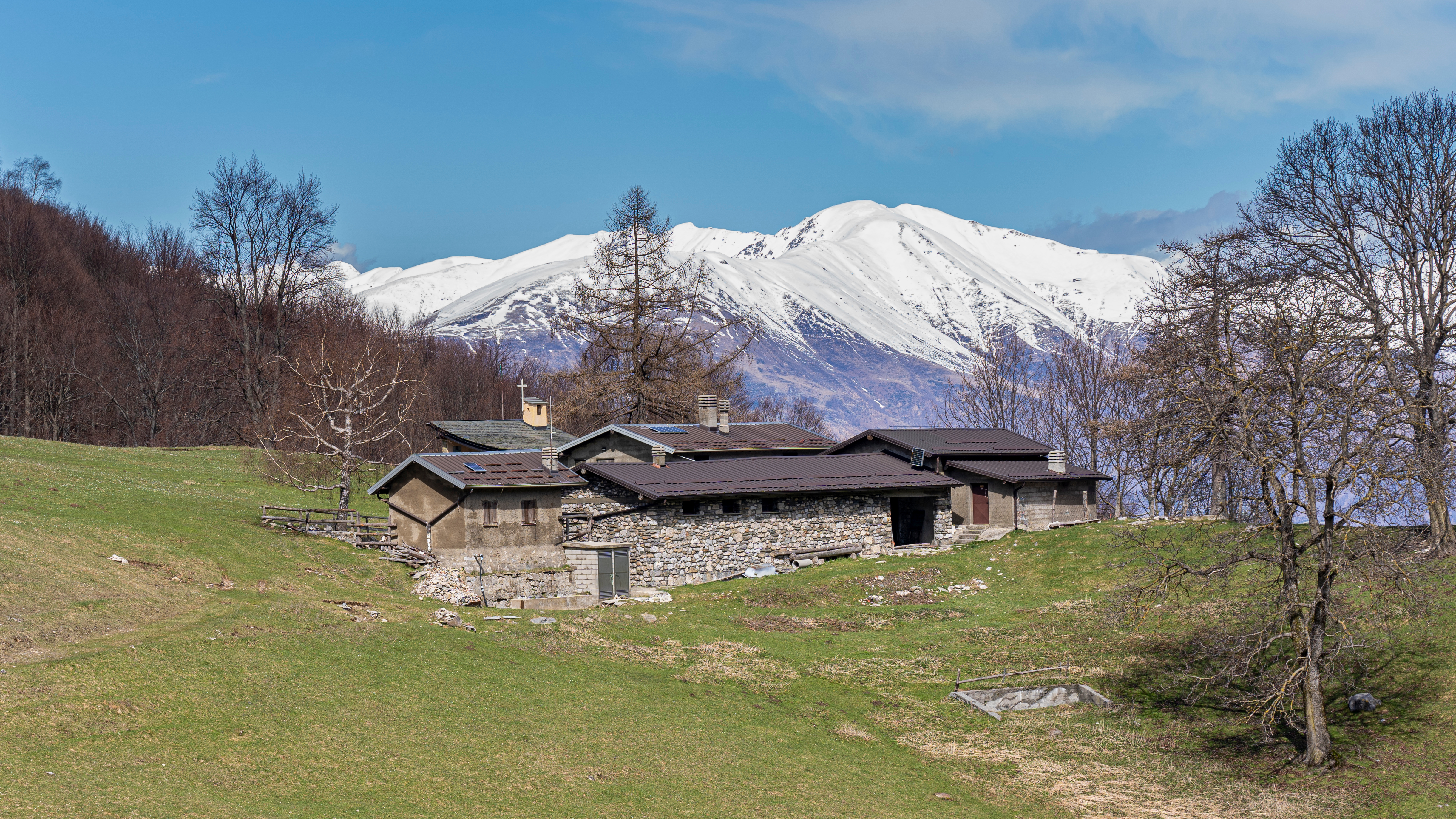
Caseggiati presso l'Alpe

Il Falco pellegrino (Falco peregrinus) e del Gufo reale (Bubo bubo). Il rapace più grande tra quelli presenti nel parco è comunque senza dubbio l'Aquila reale (Aquila chrysaetos), la cui preda principale è la Marmotta (Marmota marmota), esemplari di Poiana (Buteo buteo). Grazie alle sue peculiari caratteristiche, l'area del Monte di Lierna è adatta allo svernamento di molte specie di uccelli. Nei mesi invernali si contano oltre cento specie, alcune delle quali rare e sottoposte a normative di tutela a livello europeo. Fra queste si segnala l'Albanella reale (Circus cyaneus), la Coturnice (Alectoris graeca saxatillis) e la Starna (Perdix perdix italica). Il Picchio nero (Dryocopus martius) e la Civetta capogrosso (Aegolius funereus) hanno eletto a loro ambiente prediletto i boschi di conifere ad alta quota, dove possono servirsi dei più vecchi esemplari di faggio e larice. Il Gallo forcello (Tetrao tetrix).
Oltre alle specie che scelgono la Grigna per svernare, vi sono quelle che in inverno abbandonano il parco per migrare in luoghi più caldi, come l'Africa. Il Nibbio bruno (Milvus migrans) e il Falco pecchiaiolo (Pernis apivorus) sono tra questi.
I prati grassi da sfalcio ospitano il Re di quaglie (Crex crex). Nelle stesse aree vivono la Quaglia (Coturnix coturnix), l'Allodola (Alauda arvensis), il Calandro (Anthus campestri), il Codirossone (Monticola saxatilis). Vi si trovano inoltre il notturno Succiacapre (Caprimulgus europaeus) e l'Averla piccola (Lanius collurio), attiva nelle ore diurne.

### La fauna
La fauna del Monte è costituita da poiane, aquile, faina, volpe, cervi, cerbiatti, ghiro, donnola, riccio, scoiattolo, talpa, pipistrello, e fra gli uccelli il picchio verde, l'usignolo, il gheppio, il barbagianni e la civetta. Tra i mustelidi, il parco ospita il Tasso (Meles meles), la Donnola (Mustela nivalis) e la Faina (Martes foina). Non mancano neppure i mammiferi di grossa taglia. Oltre alle numerose Lepri (Lepus europaeus) e Volpi (Vulpes vulpes), vi è il Cervo (Cervus elaphus), il Capriolo (Capreolus capreolus). Esistono stagni e pozze d'alpeggio che costituiscono ecosistemi di grande interesse ambientale, sono l'habitat del Tritone crestato italiano (Triturus carnifex), la Lucertola muraiola (Podarcis muralis), il Ramarro occidentale (Lacerta bilineata) e il Biacco (Coluber viridiflavus).

### La flora
La flora del monte è tipica del lago di Como, fra le specie presenti vi sono diversi fiori rari.